# إمامزاده شاهزاده عبد الله (شلال ودشتغل)
شازدة عبد الله (شلال ودشتغل) (بالفارسية: امامزاده شاهزاده عبدالله) هي منطقة سكنية تقع في إيران في قسم شلال ودشتغل الريفي. يقدر عدد سكانها بـ 203 نسمة .